# 5-アミノ-6-(5-ホスホリボシルアミノ)ウラシルレダクターゼ
5-アミノ-6-(5-ホスホリボシルアミノ)ウラシルレダクターゼ（5-amino-6-(5-phosphoribosylamino)uracil reductase）は、次の化学反応を触媒する酸化還元酵素である。
反応式の通り、この酵素の基質は5-アミノ-6-(5-ホスホリビチルアミノ)ウラシルとNADP+、生成物は5-アミノ-6-(5-ホスホリボシルアミノ)ウラシルとNADPHとH+である。
組織名は5-amino-6-(5-phosphoribitylamino)uracil:NADP+ 1'-oxidoreductaseで、別名にaminodioxyphosphoribosylaminopyrimidine reductaseがある。